# Roger Rosengarten
Roger Rosengarten (3 giugno 2002) è un giocatore di football americano statunitense che milita nel ruolo di offensive tackle per i Baltimore Ravens della National Football League (NFL).

## Carriera universitaria
Nelle sue prime due stagioni a Washington nel 2020 e 2021, Rosengarten disputò complessivamente 5 partite, nessuna delle quali come titolare. Nel 2022 fu il tackle destro titolare degli Huskies in tutte le 13 gare. Per le sue prestazioni fu premiato come Freshman All-American. Nel 2023 fu parte di una linea offensiva che vinse il Joe Moore Award come migliore della nazione. Alla fine della stagione, in cui Washington arrivò fino alla finale nazionale persa, contro Michigan, Rosengarten annunciò la decisione di passare tra i professionisti.

## Carriera professionistica

### Baltimore Ravens
Rosengarten fu scelto nel corso del secondo giro (62º assoluto) del Draft NFL 2024 dai Baltimore Ravens. Debuttò come professionista subentrando nella sconfitta per 27-20 contro i Kansas City Chiefs campioni in carica del primo turno. Nella sua prima stagione disputò tutte le 17 partite, di cui 14 come titolare.

## Palmarès
- PFWA All-Rookie Team - 2024